# Schnepfau
Schnepfau ist eine Gemeinde im österreichischen Bundesland Vorarlberg mit 496 Einwohnern (Stand 1. Jänner 2024).

## Geografie
Schnepfau liegt im hinteren Bregenzerwald im westlichsten Bundesland Österreichs, Vorarlberg, im Bezirk Bregenz südöstlich des Bodensees. Das Gemeindegebiet umfasst das Tal der Bregenzer Ach zwischen Au und Mellau sowie das Weißenbachtal und das Höllbachtal östlich des Ortes Schnepfau. Der Talboden der Bregenzer Ach liegt auf rund 700 Meter über dem Meer. Im Norden liegt die Schnepfegg, der 891 Meter hohe Sattel nach Bizau. Der Höhenrücken, der westlich davon die Gemeindegrenze bildet, steigt auf 1300 Meter an. Die Berge im Osten erreichen im Hirschberg 1834 Meter. Die Grenze im Südwesten bilden die rund 2000 Meter hohen Berge Kanisfluh, Runder Kopf und Sonnenspitze.
Die Gemeinde hat eine Fläche von siebzehn Quadratkilometer. Davon sind mehr als die Hälfte bewaldet, zwanzig Prozent werden landwirtschaftlich genutzt und fünfzehn Prozent sind Almen.

### Gemeindegliederung
Das Gemeindegebiet umfasst folgende zwei Ortschaften (in Klammern Einwohnerzahl Stand 1. Jänner 2024):
- Hirschau (242)
- Schnepfau (254)

Die Gemeinde besteht aus der Katastralgemeinde Schnepfau. Die drei Ortsteile dieser Gemeinde am rechten Ufer der Bregenzer Ach sind: Hirschau, Schnepfau und Schnepfegg.

### Nachbargemeinden
Die Gemeinde Schnepfau grenzt an vier weitere Vorarlberger Gemeinden, die alle ebenso wie Schnepfau im politischen Bezirk Bregenz liegen.
| Reuthe |                                             | Bizau |
| Mellau | Kompassrose, die auf Nachbargemeinden zeigt |       |
|        | Au                                          |       |

## Geschichte
Das Gemeindegebiet wurde ab 1200 von Egg und Andelsbuch aus besiedelt. Die erste urkundliche Erwähnung stammt aus dem Jahr 1280, in der die St.-Wendelin-Kapelle als Wallfahrtsort beschrieben wird. Als 1284 Ellenbogen (Reuthe) eine eigenständige Pfarre wurde, war Schnepfau ein Teil davon. Im Jahr 1390 kauften die Habsburger die Grafschaft Feldkirch. Dazu gehörte auch Schnepfau als Teil des Hinterwaldes.
In Schnepfau wurde 1455 eine Kapelle gebaut, schon 1464 wurde sie Kuratiekirche und 1497 wurden Pfarrgründe gestiftet und Schnepfau zur Pfarre erhoben. Eine Vergrößerung der Kirche erfolgte 1601, fünfzig Jahre später wurde die Martinskapelle in Hirschau errichtet. Im Jahr 1705 erfolgte ein Umbau der Pfarrkirche Schnepfau, sie erhielt auch den barocken Zwiebelturm.
Als 1845 die Fahrstraße von Alberschwende nach Schoppernau gebaut wurde, führte sie über Hirschau und Schnepfau den Hang entlang. Erst 1901 wurde die Straße von Mellau flussaufwärts auf den Talboden verlegt.
Im Jahr 1884 kaufte Bartle Moosbrugger, der Besitzer des Gasthauses Adler, Musikinstrumente und stellte sie gegen einen geringen Betrag jungen Burschen zur Verfügung – der Musikverein Schnepfau war gegründet.
Die Elektrifizierung der Gemeinde erfolgte 1924, 1960 der Bau der Trinkwasserversorgung und 1990 der Anschluss an die Abwasserreinigungsanlage in Bizau.

### Bevölkerungsentwicklung

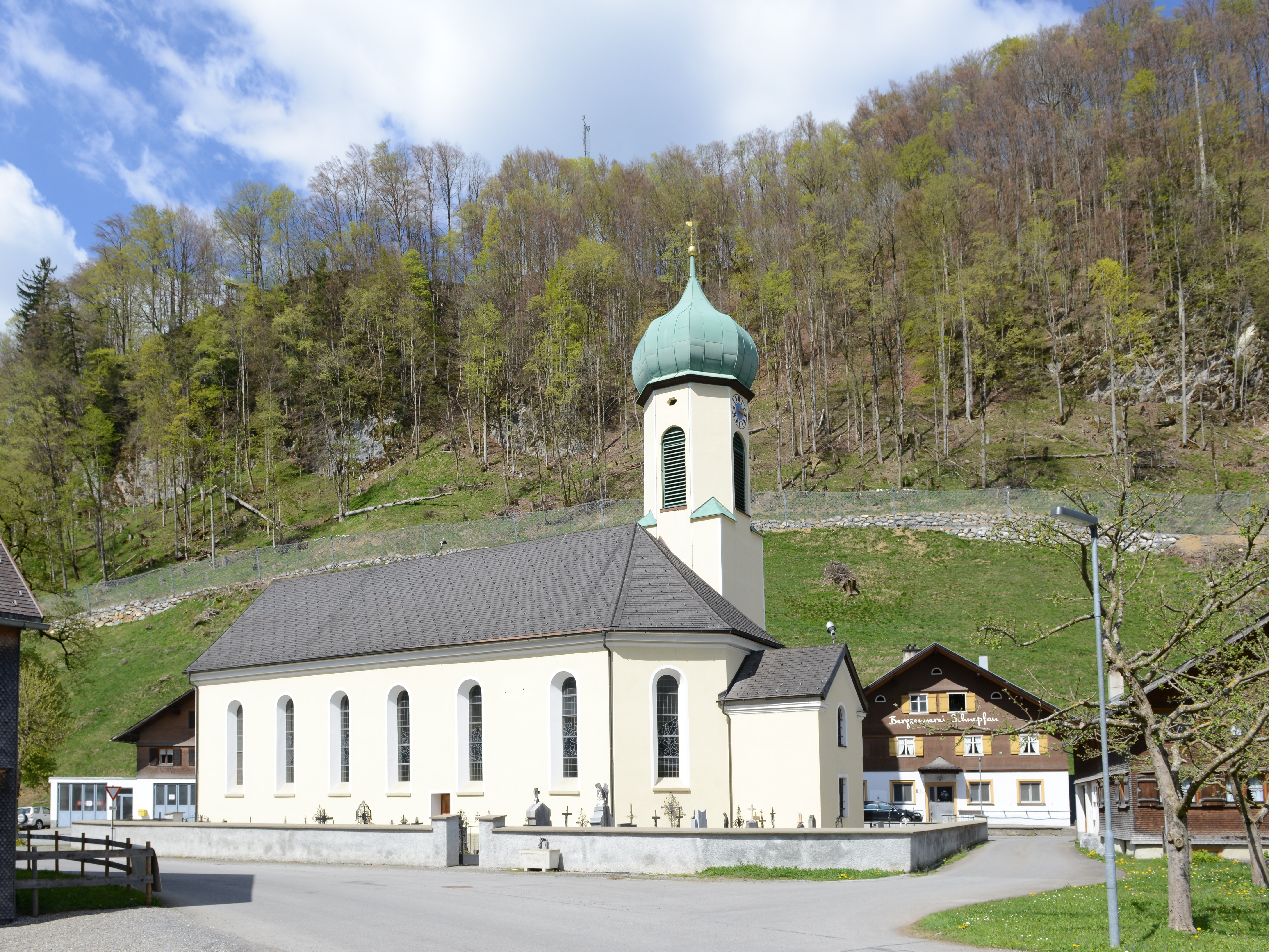
Pfarrkirche Schnepfau

Seit 2001 sinkt die Bevölkerungszahl trotz positiver Geburtenbilanz wegen einer negativen Wanderungsbilanz.

## Kultur und Sehenswürdigkeiten

### Bauwerke
- Pfarrkirche Schnepfau
- Die Kapelle Hl. Martin wurde 1671 in Hirschau erbaut.
- Die Lourdeskapelle wurde von Kaspar Held als einfacher Riegelbau in Hirschau in den Jahren 1888 bis 1890 erbaut.
- Die Kapelle Hl. Wendelin steht auf der Schnepfegg
- Bergkapelle Wirmboden im Vorsäß Wirmboden

### Naturdenkmal
- Waldinsel Burg

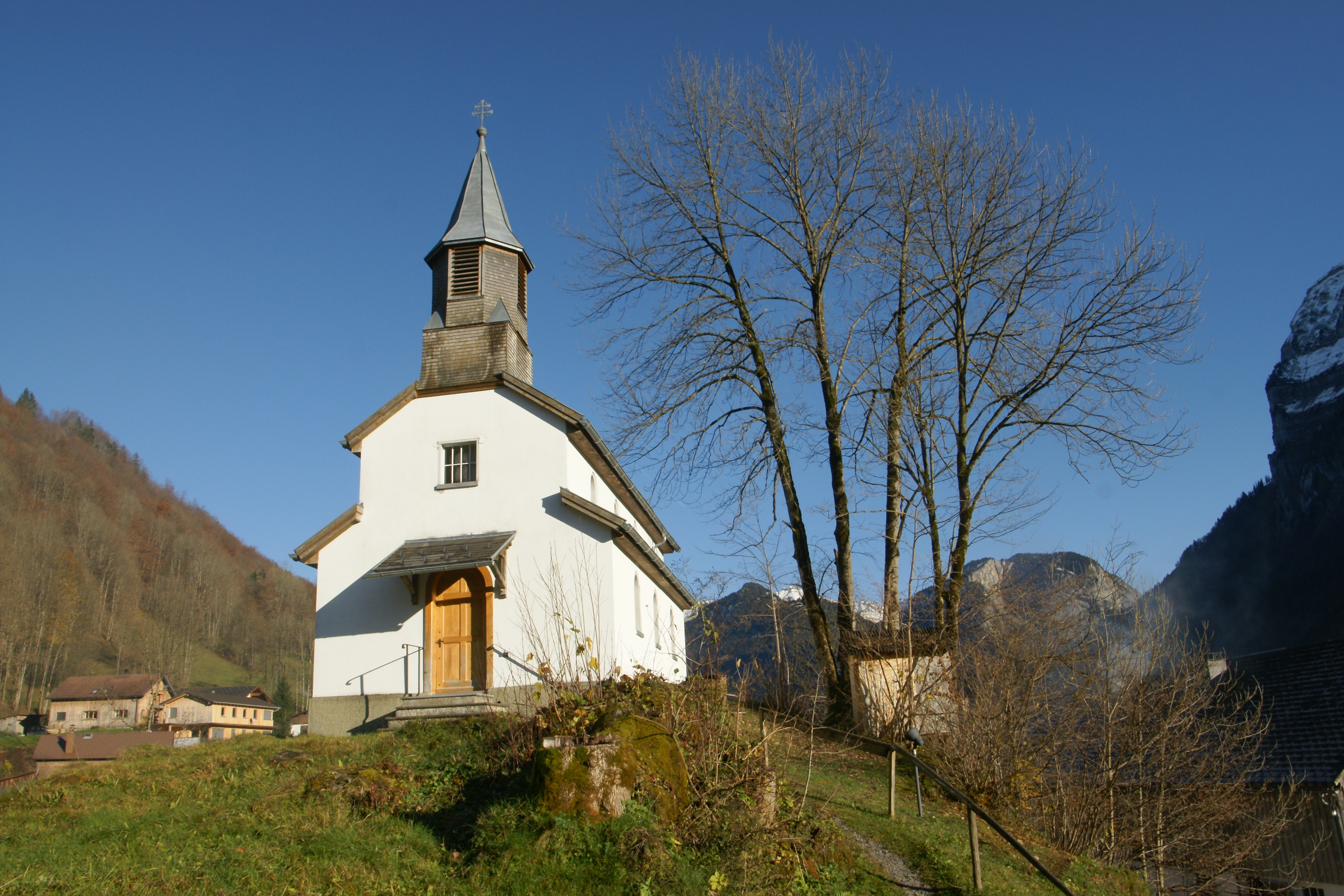
Lourdeskapelle
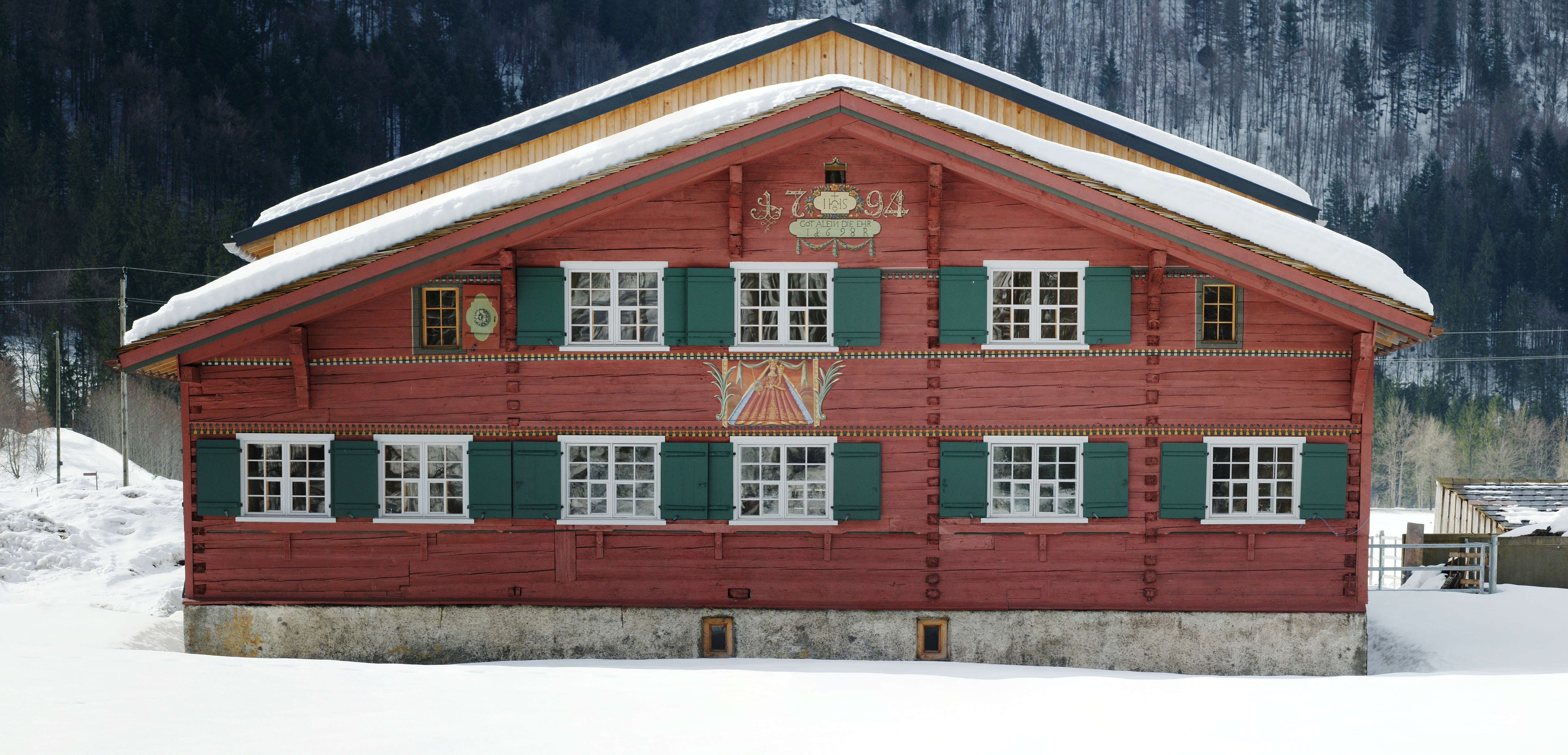
Bregenzerwälder Einhof bez. 1628
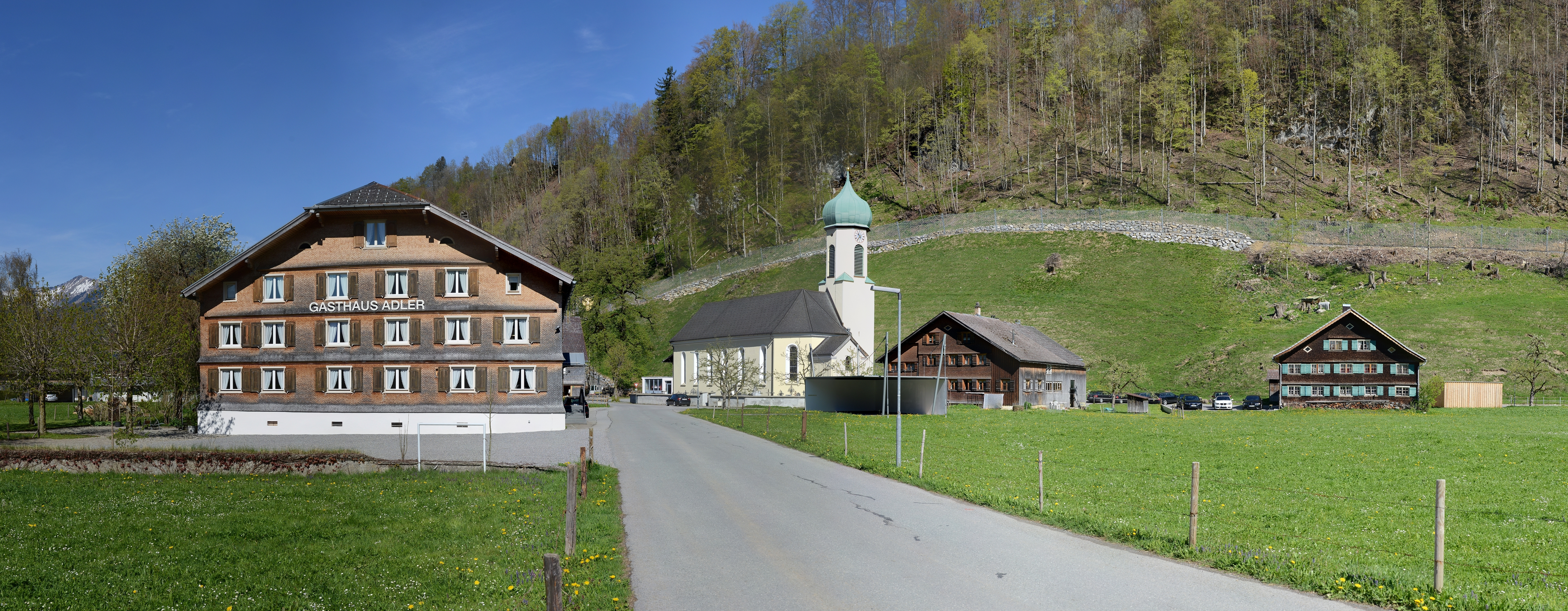
Pfarrkirche und links das Stammhaus vom Käsegraf Jöckles Galle
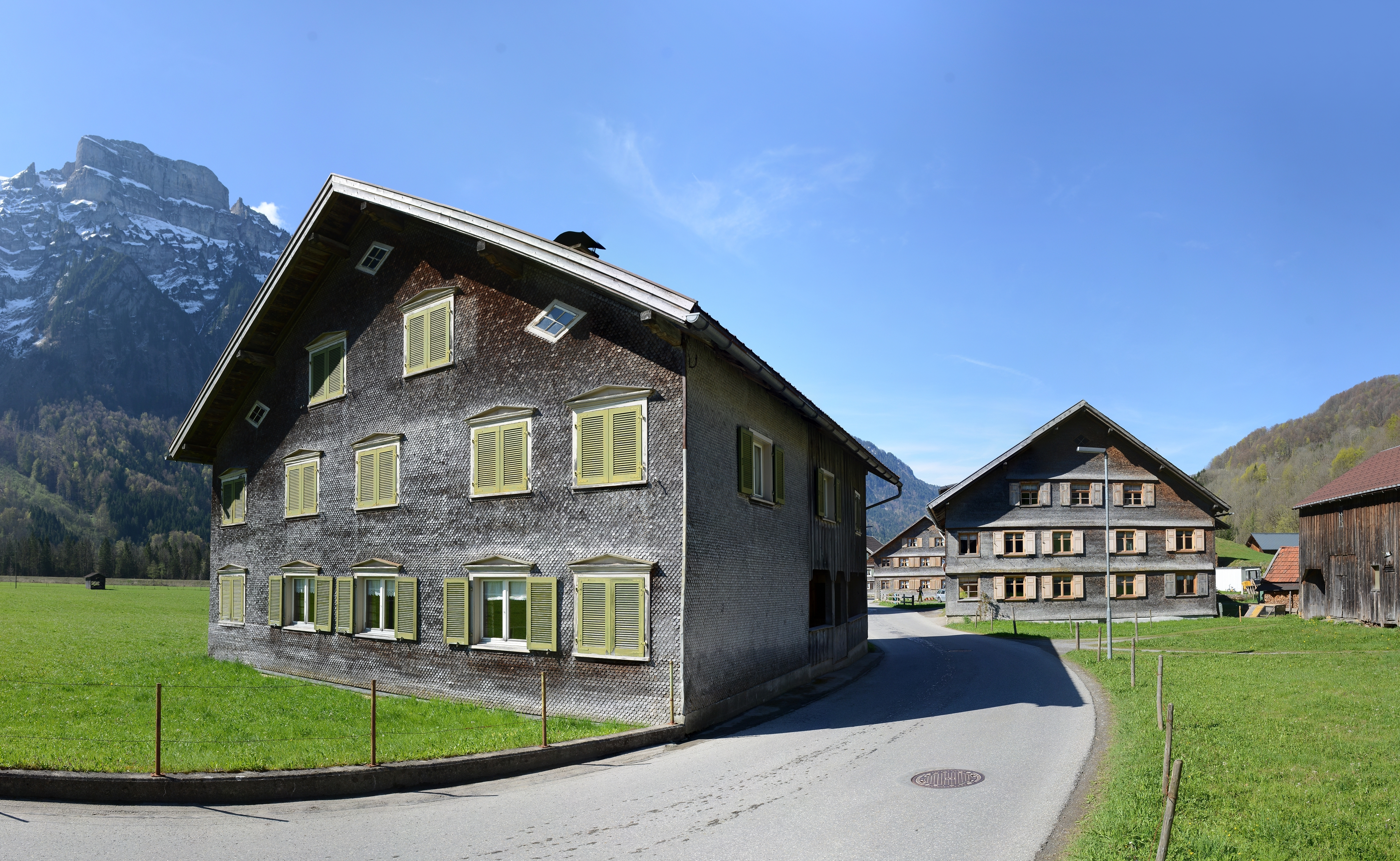
Im Ortsteil Hirschau

## Wirtschaft und Infrastruktur
Im Jahr 2015 gab es 257 Erwerbstätige am Wohnort, mit Stichtag 31. Dezember 2017 waren acht Lehrlinge in Schnepfau.

### Wirtschaftssektoren
Von den 27 landwirtschaftlichen Betrieben des Jahres 2010 wurden sieben im Haupt-, dreizehn im Nebenerwerb, zwei von Personengemeinschaften und fünf von juristischen Personen geführt. Im Produktionssektor waren 47 Erwerbstätige im Bereich Warenherstellung und 15 im Baugewerbe beschäftigt. Der größte Arbeitgeber im Dienstleistungssektor war der Bereich Beherbergung und Gastronomie mit 17 Angestellten.
| Wirtschaftssektor            | Anzahl Betriebe | Anzahl Betriebe | Erwerbstätige | Erwerbstätige |
| Wirtschaftssektor            | 2011            | 2001            | 2011          | 2001          |
| ---------------------------- | --------------- | --------------- | ------------- | ------------- |
| Land- und Forstwirtschaft 1) | 27              | 43              | 17            | 12            |
| Produktion                   | 19              | 13              | 63            | 74            |
| Dienstleistung               | 21              | 16              | 35            | 47            |

1) Betriebe mit Fläche in den Jahren 2010 und 1999

### Fremdenverkehr
Im Tourismusjahr 2016/17 wurden 24.038 Nächtigungen gezählt, davon 11.419 im Winter und 12.619 im Sommer.

### Bildung
In der Volksschule in Schnepfau waren im Schuljahr 2016/17 zehn Schüler. Den Kindergarten im Ort besuchten elf Kinder, das entspricht einer Betreuungsquote von 84,6 % der 3–6-Jährigen.

## Politik

### Gemeindevertretung

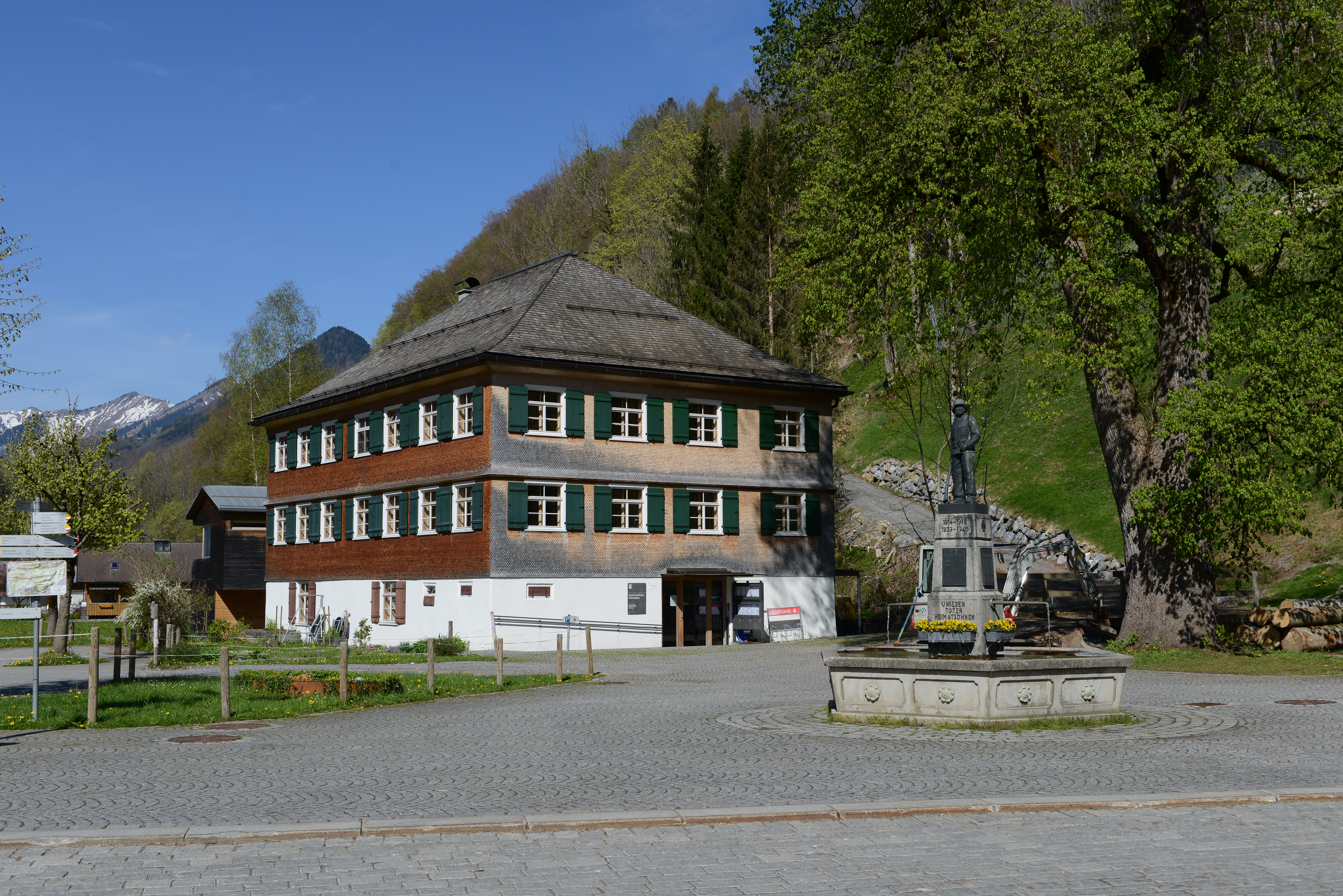
Gemeindehaus Schnepfau, ehemaliger Pfarrhof

In Vorarlberg wählen die Bürger alle fünf Jahre die Mitglieder der Gemeindevertretung durch Ankreuzen eines Listen-Wahlvorschlages bzw. durch Mehrheitswahl wenn kein Listenvorschlag vorliegt. Weiters den Bürgermeister durch Ankreuzen eines Wahlvorschlages.
Die Gemeindevertretung wählt in der konstituierenden Sitzung aus ihrer Mitte – sofern keine Wahl durch die Bürger zustande kam – gemäß § 61 Gemeindegesetz einen Bürgermeister und dann einen mindestens dreiköpfigen Gemeindevorstand. Die Zahl dieser „Gemeinderäte“ darf aber gemäß § 55 den vierten Teil der Zahl der Gemeindevertreter nicht übersteigen.
Der Bürgermeister führt den Vorsitz bei den generell öffentlichen Sitzungen der Gemeindevertretung, in denen kommunale Belange besprochen und Beschlüsse gefasst werden. Beobachter haben kein Mitspracherecht und kein Stimmrecht. Die Gemeindevertretung kann nach Bedarf Ausschüsse bestellen. Sitzungen des Gemeindevorstandes und der Ausschüsse sind nicht öffentlich.

#### Sitzverteilung nach den Wahlen
- Gemeindevertretungswahlen 1985: Liste Schnepfau 9.[13]
- Gemeindevertretungswahlen 1990: Liste Schnepfau 9.[14]
- Gemeindevertretungswahlen 1995: Liste Schnepfau 9.[15]
- Mangels wählbarer Listen erfolgten die Gemeindevertretungswahlen 2000, 2005, 2010, 2015, 2020 und 2025 per Mehrheitswahl.[16][17][18][19][20][21]

### Bürgermeister
- 1945–1955 Jakob Egender[22]

- 1955–1974 Josef Moosmann[22]
- 1974–1995 Alfons Kohler[22]

- 1980–2005 Elmar Schuster[22]

- 2005–2015 Josef Moosbrugger[22]
- seit 2015 Robert Meusburger[22]

### Wappen
Das Wappen wurde der Gemeinde 1928 verliehen. Die Schnepfe, die aus einer Sumpfniederung aufsteigt, symbolisiert den Ortsnamen Schnepfau.

## Persönlichkeiten

### Söhne und Töchter der Gemeinde
- Gallus Moosbrugger (1810–1886), Käsehändler
- John Michael Kohler (* 1844 in Schnepfau; † 1900 in Sheboygan, Wisconsin; amerikanisiert John Michael Kohler, auch John M. Kohler) aus der Kohlerfamilie war ein erfolgreicher Industrieller und Bürgermeister von Sheboygan (Wisconsin). Kohler gründete das später als Kohler Company bekannt gewordene Herstellerunternehmen von Badezimmer- und Kücheneinrichtungen.
- Alois Bischofberger (1868–1955), Politiker (CS)